# Agassiz (jezioro)
Agassiz – lodowcowe jezioro utworzone w plejstocenie przed czołem lądolodu północnoamerykańskiego. Obejmowało 134 tys. km², stanowiąc największy słodkowodny akwen w tych czasach. Nazwane od szwajcarskiego przyrodnika Louisa Agassiza, który jako pierwszy przedstawił hipotezę wielkiego zlodowacenia. Jezioro to wielokrotnie było drenowane i spływało do Atlantyku. Ostatni i największy spływ jeziora miał miejsce ok. 8,4 tys. lat BP we wczesnym Atlantyku (holocen) i wywołał gwałtowne i krótkie oziębienie zwane wydarzeniem 8,2 tys. lat BP (ang. 8.2 ka event).
Podobny (nienazwany) olbrzymi akwen znajdował się w Eurazji, obejmował Morza Kaspijskie, Jezioro Aralskie i rozległe połacie przyległych dziś stepowych równin.